# Ханнаханна
Ханнаха́нна (от хетского hanna — бабушка) — Богиня-Мать, родственница или сподвижница дошумерской богини Инанны. Ханнаханна также отождествляется с хурритской богиней Хепат (Хебат).

## Мифы
После Телепину исчезает и его отец - бог бури Тархунт (также называемый Тешубом). Ханнаханна очень переживает. Она отправляется на поиски своего сына, отправляя вперёд себя пчёл и наставляя найти Телепину. Пчёлы делают это, а затем очищают и укрепляют его, вылечивают от язв руки и ноги, вытирают глаза и тело воском.
Она также заставляет бога бури платить ей налог за то, что Телепину женится на его дочери.
После просьбы Инары, Ханнаханна даёт ей мужа и землю. Вскоре после этого Инара пропадает. Когда пчела бога бури сообщает об этом Ханнаханне, та начинает поиск Инары с помощью своей спутницы. Подобно Деметре, Ханнаханна исчезает на некоторое время; в это время крупный рогатый скот начинает вымирать, а матери, как люди, так и животные, больше не воспитывают своих детей.
После того, как её гнев изгоняется на тёмную землю, Ханнаханна возвращает радость, а матери вновь начинают заботиться о детях.